# Station Issy
Issy is een station aan lijn C van het RER-netwerk gelegen in de Franse gemeente Issy-les-Moulineaux in het departement Hauts-de-Seine.

## Vorige en volgende stations
| Richting                          | Vorig station     | Lijn  | Volgend station     | Richting                                       |
| --------------------------------- | ----------------- | ----- | ------------------- | ---------------------------------------------- |
| Versailles-Château-Rive-Gauche C5 | Meudon-Val-Fleury | RER C | Issy - Val de Seine | Juvisy C10 Versailles-Chantiers C8 (via Massy) |
| Saint-Quentin-en-Yvelines C7      | Meudon-Val-Fleury | RER C | Issy - Val de Seine | Saint-Martin-d'Étampes C6                      |